# Casa di Melantone
La casa di Melantone a Lutherstadt Wittenberg è considerata una delle più belle case della città. L'edificio rinascimentale con le sue finestre tardo gotiche e il timpano ad arco a tutto sesto ospita lo studio arredato e la stanza della morte di Filippo Melantone, in cui vivevano lui e la sua famiglia. Dal 1954 la casa funge da museo che illustra la vita e l'opera di Filippo Melantone. Immagini, stampe e manoscritti di Melantone e dei suoi contemporanei sono mostrati con una sobria autenticità. Dal 1996 la casa di Melantone fa parte del patrimonio dell'umanità dell'UNESCO con la denominazione di Memoriali di Lutero a Eisleben e Wittenberg.

## Storia
Filippo Melantone fu nominato professore a Wittenberg nel 1518. Dopo il suo matrimonio con Katharina Krapp, il 25 novembre 1520, si trasferì, con la moglie, nella proprietà in Collegienstraße 62. All'inizio c'era un edificio di argilla in decomposizione che Melantone chiamava anche "Bude".
Quando Melantone minacciò di allontanarsi da Wittenberg, nel 1536, fu costruita per lui la nuova casa di tre piani con l'ampio giardino annesso, a spese dell'elettore Giovanni Federico I di Sassonia e dell'Università di Wittenberg. Questo lo spinse a rimanere a Wittenberg, nel 1537, poiché la proprietà lo elevò allo status di cittadino a pieno titolo con i diritti associati e la casa aveva acqua corrente, già nel 1556, poiché era collegata alla rete idrica.
Dopo la morte di Melantone, il 19 aprile del 1560, il soggiorno e la stanza della morte, sul lato della strada, furono presumibilmente tinteggiati di nero e la casa in seguito servì come appartamento dei professori dell'università. Tra il 1796 e il 1808 vennero costruite scuderie per cavalli e stalle per maiali adiacenti ad un preesistente edificio a forma di corte. Nel 1810 il soggiorno, lo studio e la stanza della morte furono ristrutturati e divennero un museo. Nel 1845, l'edificio di proprietà privata, fu venduto allo stato prussiano e ristrutturato. In una successiva ristrutturazione sono stati scoperti dipinti murali al secondo piano ed è stata ricreata una finestra con riquadri rotondi medievali.
Durante ulteriori lavori di riparazione, nel 1897, furono trovati altri dipinti nella stanza della morte. Poiché questi erano stati conservati solo in frammenti, si decise di reintegrarli. Da allora, l'interno dell'edificio ha sostanzialmente avuto l'aspetto che ha oggi. Dopo il 20 aprile 1945 la casa vicina ad est fu distrutta da un bombardamento aereo e l'edificio del cortile fu rimosso. Nel 1954 il Museo di storia locale è stato allestito nella casa di Melantone.

## Museo della vita e dell'opera di Melantone
Nel 1983 è stato inaugurato un sito museale indipendente che ha reso accessibile al pubblico la vita e l'opera di Filippo Melantone. Dal 1983 (anniversario di Lutero), la casa di Melantone si è sviluppata come contrappeso alla Casa di Lutero e, soprattutto, ha posto in primo piano l'umanista Melantone.
Come risultato dell'esperienza, il concetto di museo è cambiato, nel 1997, nella mostra permanente di Melantone "Ad fontes" ("alle fonti").